# Fast Castle

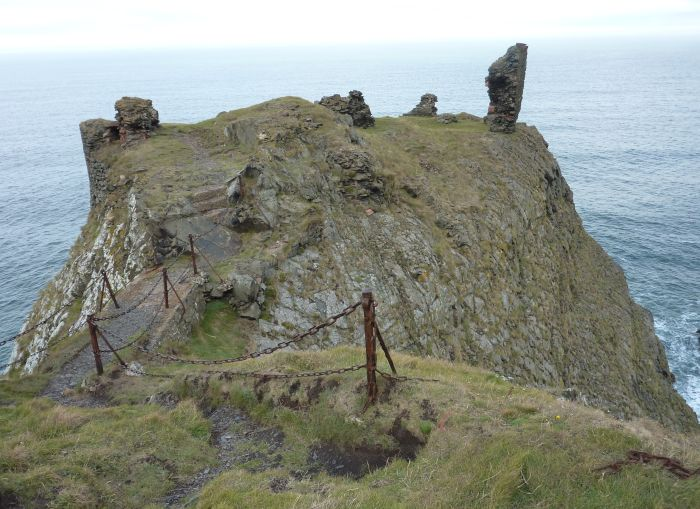
Het moderne betonnen toegangspad naar de rotspunt met Fast Castle.

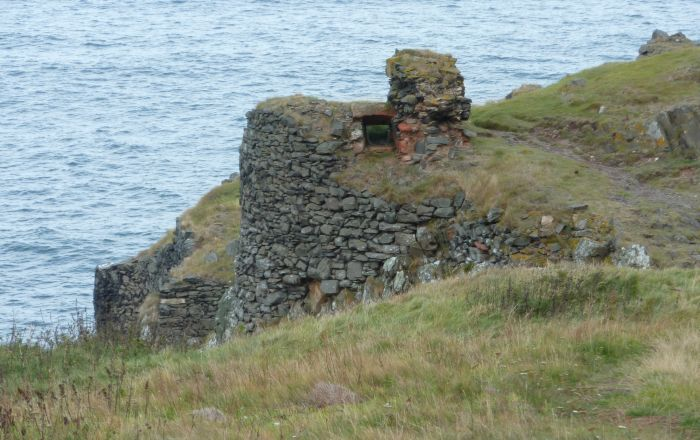
De fundamenten van het poortgebouw.

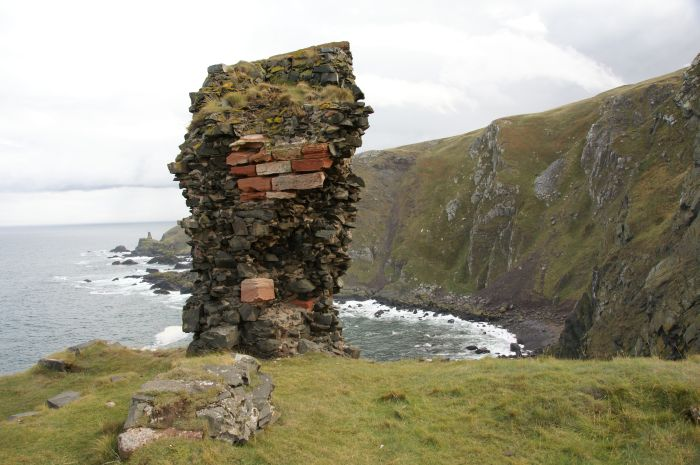
Deel van de noordoostelijke muur.

Fast Castle, ook bekend als Castle Knowe, is een kasteelruïne, die ruim tien kilometer ten noordwesten van Eyemouth aan de kust gelegen is in de Schotse regio Scottish Borders. De oudste vermelding van het kasteel dateert uit 1333.

## Geschiedenis
Het is onbekend wanneer het kasteel precies gebouwd is. Vanwege de strategische ligging langs de kustroute van Engeland naar Schotland stond er mogelijk al vroeg een fort op deze plek. Door het strategische belang van het kasteel veranderde het vaak van eigenaar. In 1346 werd het kasteel door de Engelsen bezet. In 1410 werd het kasteel ingenomen door de schot Patrick Home. In de daaropvolgende periode werd de definitieve plattegrond van het kasteel voor een groot deel bepaald. Aansluitend op de Slag bij Flodden in 1513 werd het kasteel verwoest, maar in 1521 weer hersteld. In de rest van de zestiende eeuw veranderde het kasteel nog enkele malen van eigenaar.
Eén van de latere eigenaars was Sir Robert Logan van Restalrig. Logan was betrokken bij een poging om Jacobus VI van Schotland te ontvoeren, de zogenaamde Gowrie conspiracy. Na het mislukken van dit plan werden alle bezittingen van Logan hem ontnomen, inclusief Fast Castle.
In de zeventiende eeuw werd het kasteel na de Slag bij Dunbar overgegeven aan de troepen van Oliver Cromwell. Het kasteel werd kort erna definitief verlaten. In 1703 was het kasteel al een ruïne. Tussen 1823 en 1880 is het grootste deel van het kasteel verloren gegaan, vermoedelijk door blikseminslag in 1871.
In de periode van 1971 tot en met 1984 vonden er opgravingen plaats.

## Bouw
Het kasteel is gebouwd op een relatief kleine uitstekende rotspunt langs de kust. De rots komt 50 meter boven het water uit. Het oppervlak van de rotspunt is ongeveer 80 bij 30 meter. Het kasteel was toegankelijk via een houten brug die het vasteland met de rotspunt verbond.
Door de beperkte ruimte op de rotspunt was het kasteel vrij compact gebouwd met een ringmuur langs de randen van de rotspunt. Er waren twee binnenplaatsen, die op verschillende niveaus lagen.
Tegenwoordig is er alleen nog een deel van de noordoostelijke muur over en een deel van de fundamenten.

## Culturele invloed en folklore
Er wordt verondersteld dat Sir Walter Scott geïnspireerd werd door de ruïne van Fast Castle voor het beschrijven van het kasteel Wolf's Crag in zijn verhaal The Bride of Lammermoor in 1819. Dit verhaal werd vervolgens door Gaetano Donizetti gebruikt voor zijn opera Lucia di Lammermoor.
Er zijn verder verhalen dat de ruïne in latere tijd gebruikt werd door smokkelaars. Zij zouden gebruikmaken van geheime grotten onder het kasteel. In diezelfde grotten zouden ook nog schatten verborgen zijn door Robert Logan van Restalrig. Ondanks meerdere zoektochten, onder andere door John Napier, werden de grotten echter niet gevonden.

## Toegang
Fast Castle is vrij toegankelijk. Het is te bereiken via een wandelpad van ongeveer anderhalf kilometer, vanaf een parkeerplaats aan de Dowlaw road, een zijweg van de A1107. Een moderne betonnen brug verbindt het vasteland met de rotspunt waarop het kasteel ligt.